# 収率
収率（しゅうりつ、英: yield）はある物質を得るための化学プロセスにおいて、理論上得ることが可能なその物質の最大量（理論収量）に対する実際に得られた物質の量（収量）の比率である。そのプロセスがすぐれているかどうかの指標の一つとされる。

## 概要
工業的なプロセスにおいては未反応の反応物を生成物と分離して再度回収して反応させることがしばしばある。この場合、収率には回収を考慮していない 1 回のプロセスあたりの収率（単通収率、single pass yield）と回収を考慮した収率（総括収率、overall yield）の 2 種類が存在する。
原料に化学組成が明らかでないものを用いて反応などを行なう場合、その化学反応式も定まらないため上記の意味での収率を求めることは不可能である。このような場合は、ある化学組成を持つものと仮定して化学反応式を定めて収率を計算したり、単に用いた原料と得られた生成物の重量比を収率（重量収率）としたりする。これらの収率は 100 ％を超える場合もある。
収率が 100 ％に達しない原因の多くは、目的の反応以外に副反応が起きることにより、副産物が生成するからである。特に複雑な構造の天然物を全合成する場合、反応が何十段階にも及ぶ場合があり、この場合の最終的な収率は極めて小さなものになることが多い。ただし、収率はあくまで目的物質をどれくらい得られたかの指標であり、未精製の最終生成物に含まれる不純物（副産物）がどれくらい少ないかを示す指標ではないため、収率が 100 ％であっても副産物が生成しないわけではない。例えば塩酸と水酸化ナトリウムを反応させて塩化ナトリウムを得る反応で、塩化ナトリウムの収率が 100 ％だったとしても、副産物として水が大量に生成する。この場合、副産物の水を減らすためには、プロセスの改善によって収率を上げるという方法では無意味であり、原料を別なものにするしかない（塩素とナトリウムなど）。
不完全燃焼は、二酸化炭素を生成する目的反応の収率が低下し、一酸化炭素が生成している状態とみなすことができる。

## 例
例えば水素と窒素からアンモニアを合成する反応
{\displaystyle {\rm {N_{2}+3H_{2}\longrightarrow 2NH_{3}}}}
において窒素 1 mol と水素 3 mol からは理論上 2 mol のアンモニアが得られる。実際に窒素 1 mol と水素 3 mol からアンモニア合成を行なった場合に 1 mol のアンモニアの得られたならば、収率は
アンモニアの収量（ 1 mol ）/ アンモニアの理論収量（ 2 mol ） = 50 ％
となる。またこのように反応物が反応の化学量論比と同じ割合で供給されている場合には、
理論収量（ 2 mol ) = ある反応物の供給量（H2では 3 mol）×生成物の化学反応式での係数（化学量論係数, 2）/ ある反応物の化学量論係数（H2では 3）
が成り立つので、これを使って反応物の供給量と化学反応式から収率を計算することができる。
この反応で窒素 2 mol と水素 3 mol で反応を行なったとすると理論上は窒素が 1 mol 余り、やはり 2 mol のアンモニアが得られる。このように反応物が反応の化学量論比と異なる割合で供給されている場合は、反応物の供給量／反応式での反応物の係数が最も小さい反応物（限定反応物質と呼ばれる）のみが理論上完全に消費される。この例では理論上水素が完全に消費されるので水素が限定反応物質である。このような場合は限定反応物質のみに対して
理論収量 = 限定反応物質の供給量×生成物の化学量論係数／限定反応物質の化学量論係数
が成り立ち、これを使って収率を計算することができる。
また反応に限らず分離、精製プロセスにおいても収率は用いられる。この場合、理論収量は分離や精製プロセスに供給しようとしている混合物中に含まれている目的物の含有量になる。例えば、100 g の金が含まれている混合物から 60 g の金を取り出せたなら収率は 60 ％である。